# Amt Creuzburg
Amt Creuzburg est une ville allemande de l'arrondissement de Wartburg en Thuringe, créée le 31 décembre 2019 par la fusion de la ville de Creuzburg et des communes d'Ebenshausen et de Mihla. C'est la plus grande commune membre et en même temps le siège de la communauté administrative Hainich-Werratal .

## Géographie

### Localisation géographique
La zone urbaine se situe dans l'ouest de la Thuringe entre les zones paysagères du Ringgau à l'ouest et du Hainich à l'est. Les contreforts de la forêt de Thuringe commencent au sud et l'Eichsfeld se connecte au nord. La zone de la ville est traversée par la Werra, qu'elle traverse du sud au nord. La remarquable vallée de la Werra entre Creuzburg et Buchenau avec les réserves naturelles adjacentes Klosterholz et Nordmannssteine ainsi qu'Ebenauer Köpfe et Wisch caractérisent le paysage.

### Communes voisines
Commençant au nord-ouest, la ville est limitrophe des villes et communes suivantes : Treffurt, Frankenroda, Nazza, Kammerforst, Bad Langensalza, Unstrut-Hainich, Lauterbach, Eisenach, Krauthausen et Herleshausen.

### Structure de la ville
Amt Creuzburg se compose des cinq quartiers : Buchenau, Creuzburg, Ebenshausen, Mihla et Scherbda. L'ancien monastère de Wilhelmsglücksbrunn et les petites villages d'Ebenau, Freitagszella et Hahnroda font également partie de la zone urbaine.

## Histoire
La décision de fusionner la ville de Creuzburg avec les communes d'Ebenshausen et de Mihla est prise en octobre 2018. Il est convenu du nom d'Amt Creuzburg, basé sur l'Amt historique de Creuzburg dans le duché de Saxe-Eisenach, le terme Amt n'ayant aucune signification en vertu de la loi locale. La deuxième loi de Thuringe pour la réorganisation volontaire des communes appartenant au district en 2019 est adoptée le 12 septembre 2019 par le Landtag de Thuringe et entre en vigueur le 31 décembre 2019.

## Politique

### Conseil municipal
Jusqu'à ce qu'un conseil municipal soit élu, un conseil de transition composé de tous les conseils des communes dissoutes est formé. L'élection du conseil municipal le 28 juin 2020 conduit au résultat suivant :
| Liste             | Votes   | Sièges |
| CDU               | 36,3 %  | 7      |
| SPD               | 19,4 %  | 4      |
| FDP               | 0 4,7 % | 1      |
| UWG / BfE / FWG * | 39,6 %  | 8      |

* Communauté indépendante d'électeurs / citoyens pour Ebenshausen / électeurs libres

### Maire
Jusqu'à l'élection d'un maire, la commune est dirigée par un représentant du bureau de district conformément au code municipal de Thuringe. Lors de sa première réunion, le conseil municipal décide que le futur maire sera dans un premier temps bénévole. Lors de l'élection du maire le 28 juin 2020, l'ancien maire de Creuzburg, Ronny Schwanz (CDU), ainsi que l'ancien maire de Mihla, Rainer Lämmerhirt (UWG), atteignent le second tour des élections. Lämmerhirt est élu et en obtenant 56,5 % des voix.

## Culture et curiosités

### Monuments

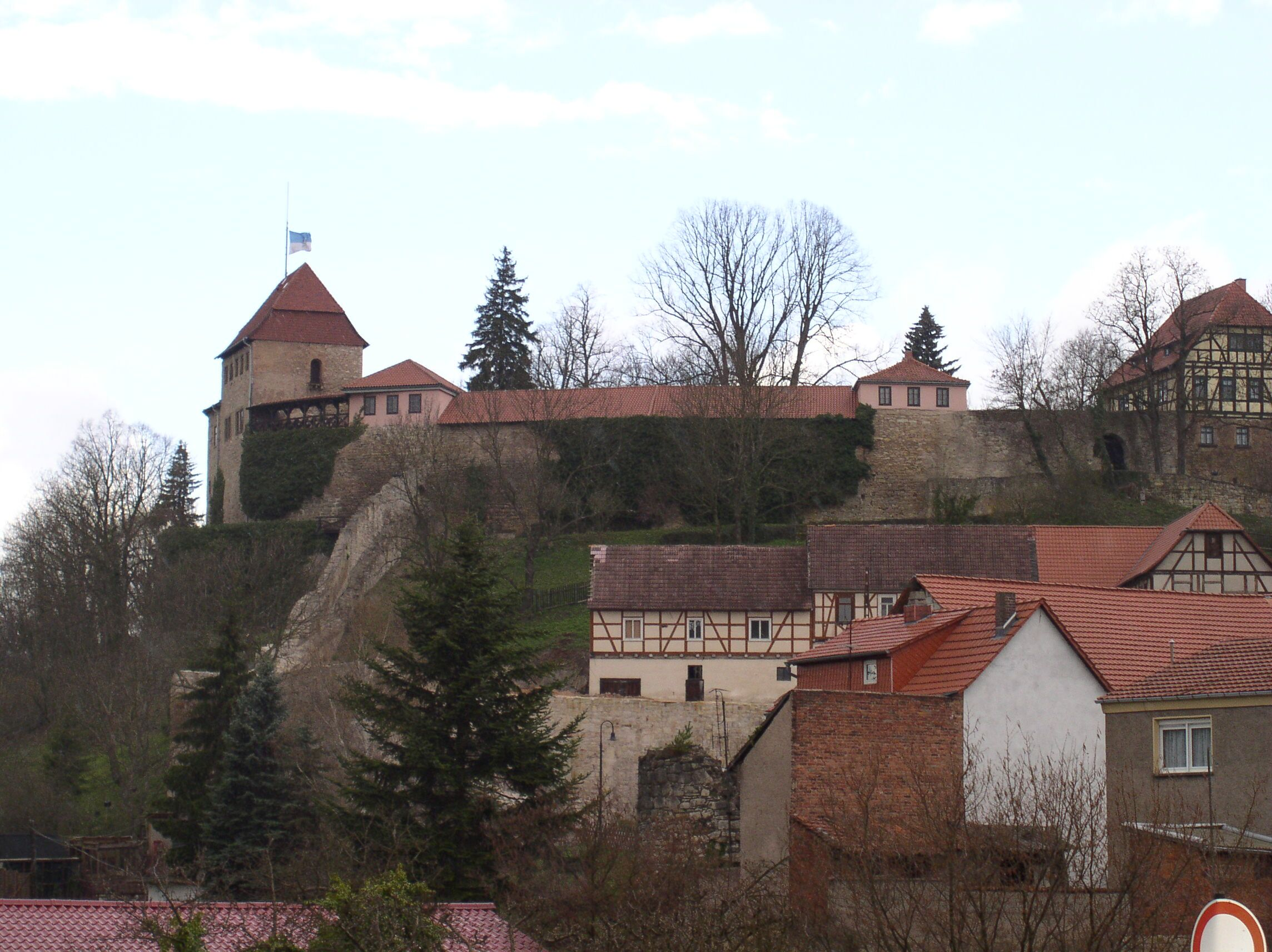
Château de Creuzburg
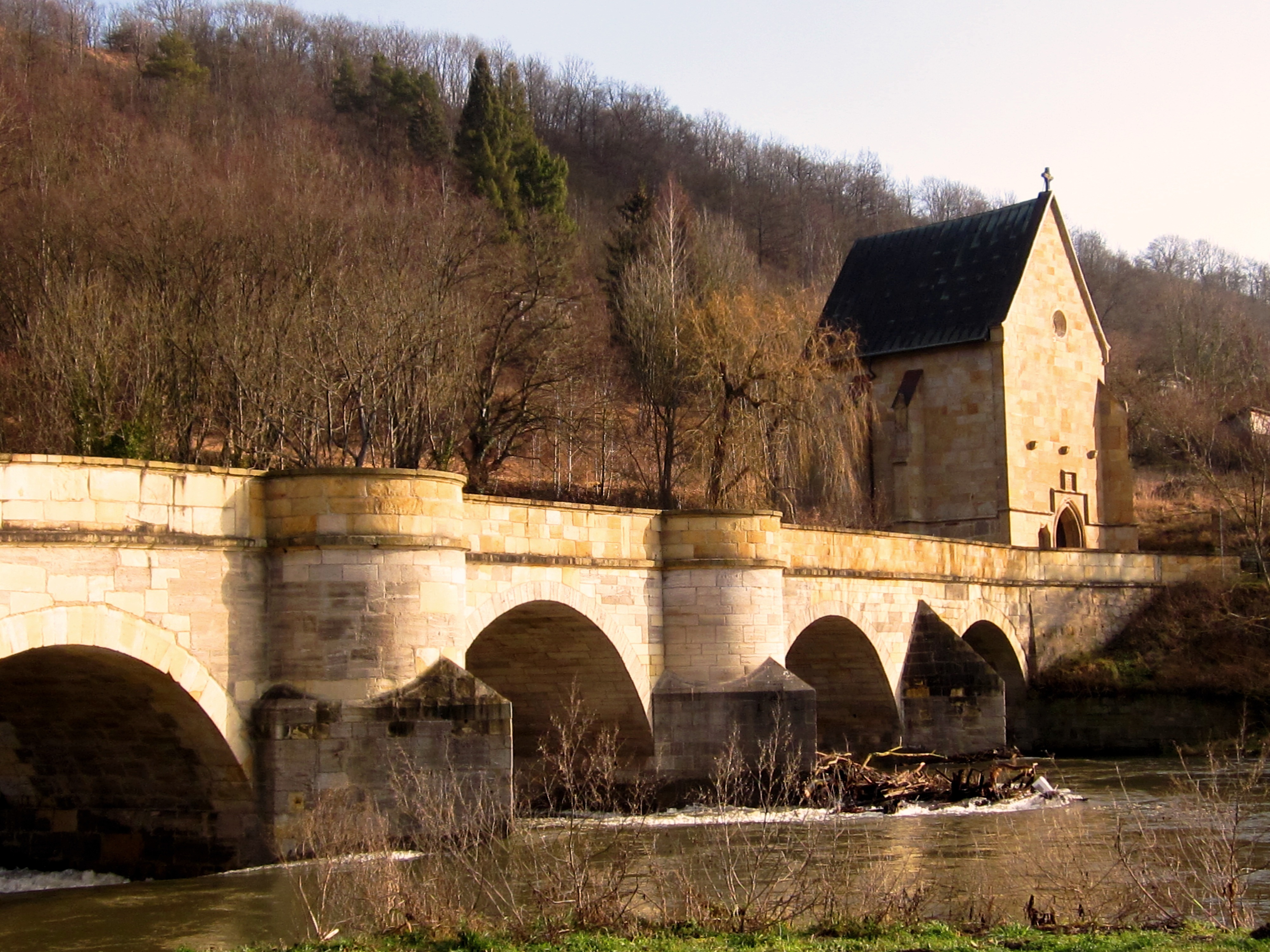
Chapelle Liborius et pont Werra à Creuzburg
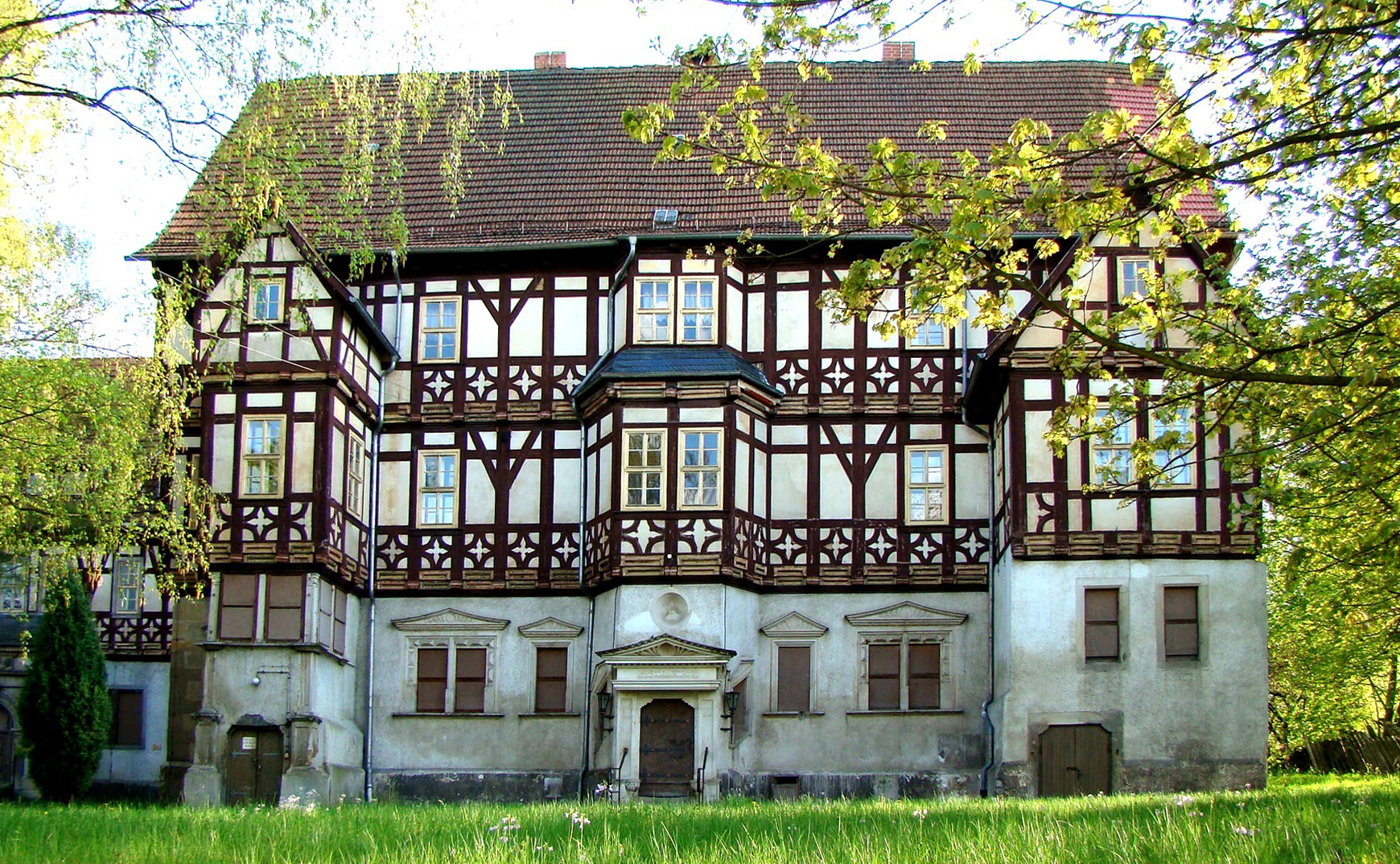
Château rouge de Mihla
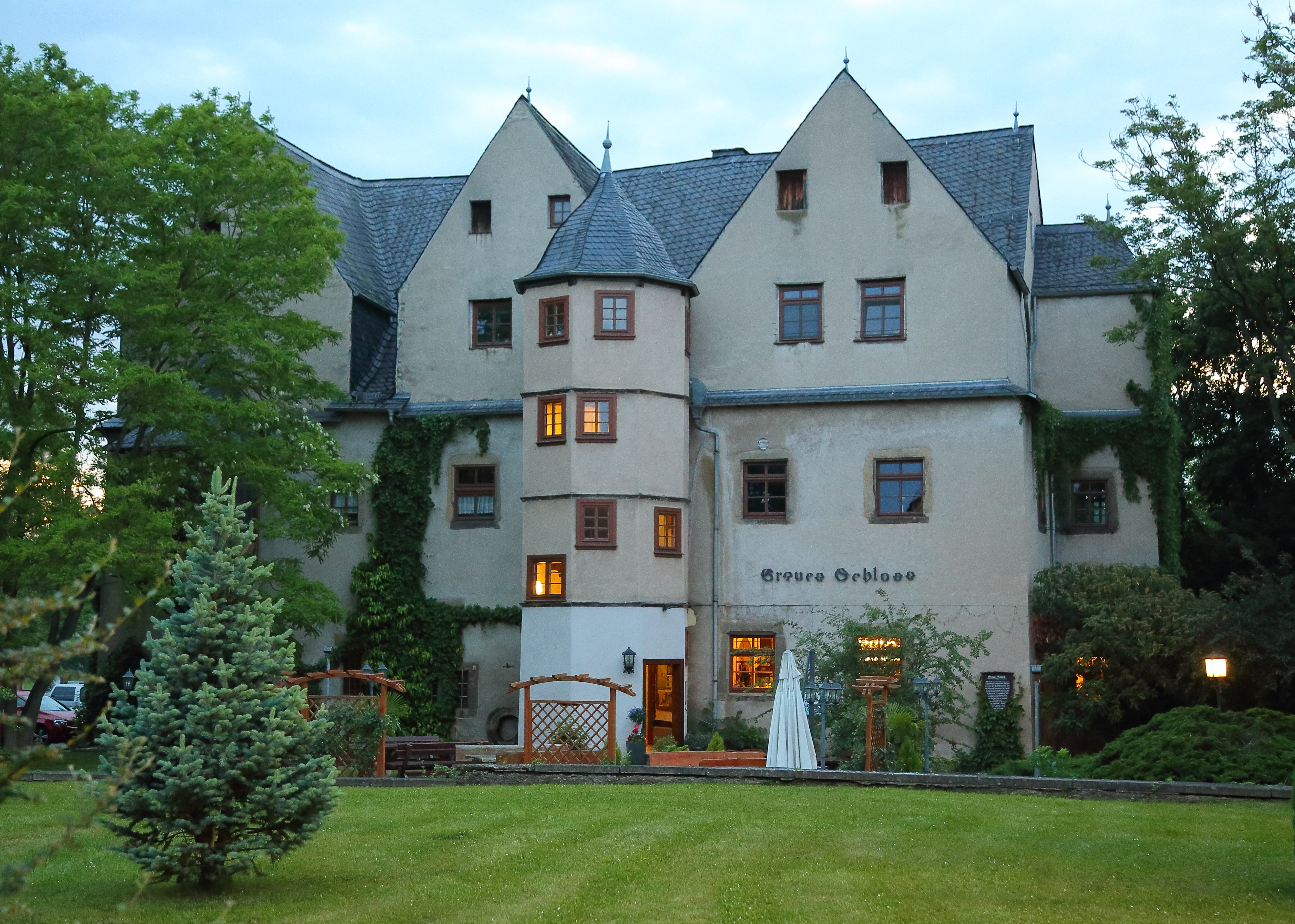
Château gris de Mihla
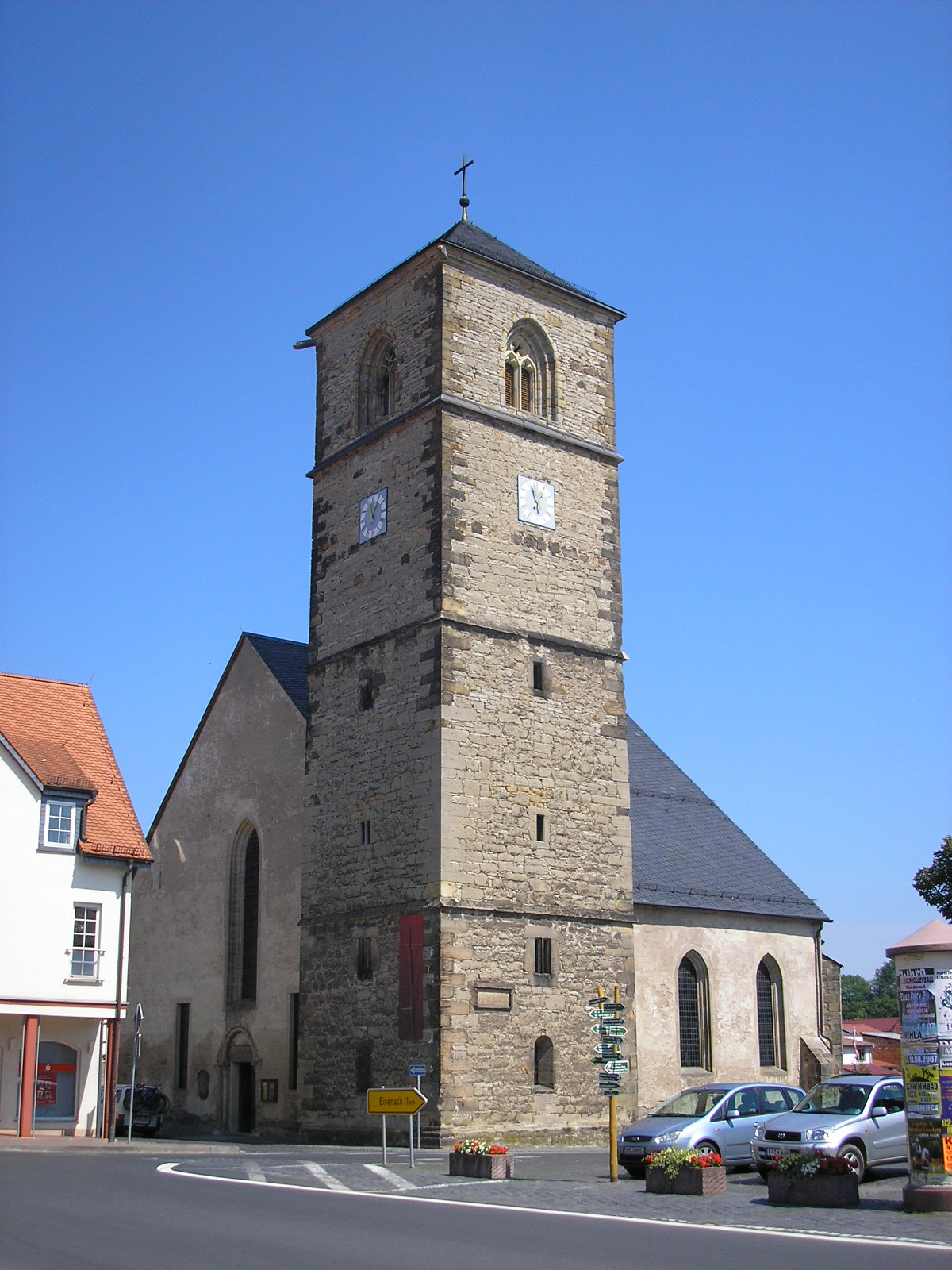
Église Saint-Nicolas de Creuzburg
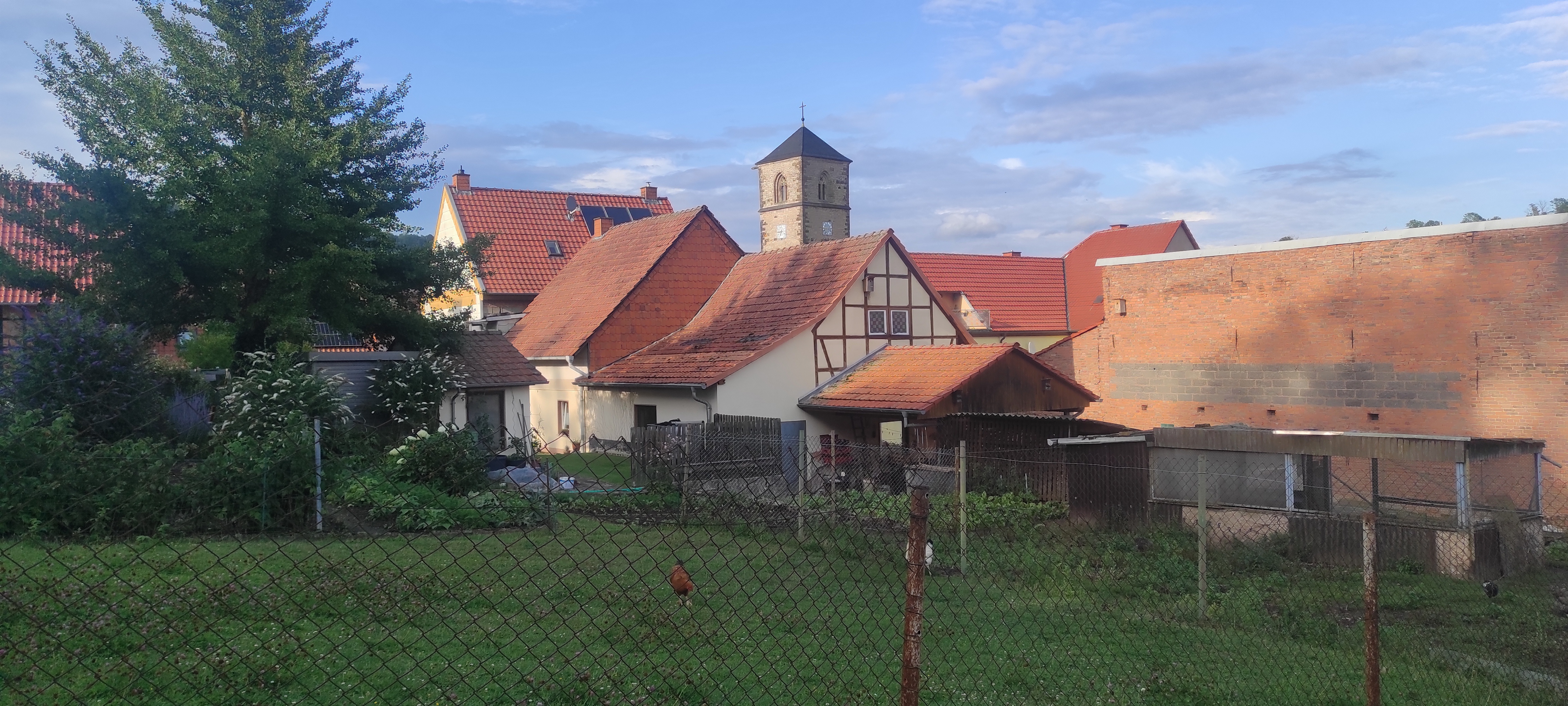
Aperçu du village en montant vers le château
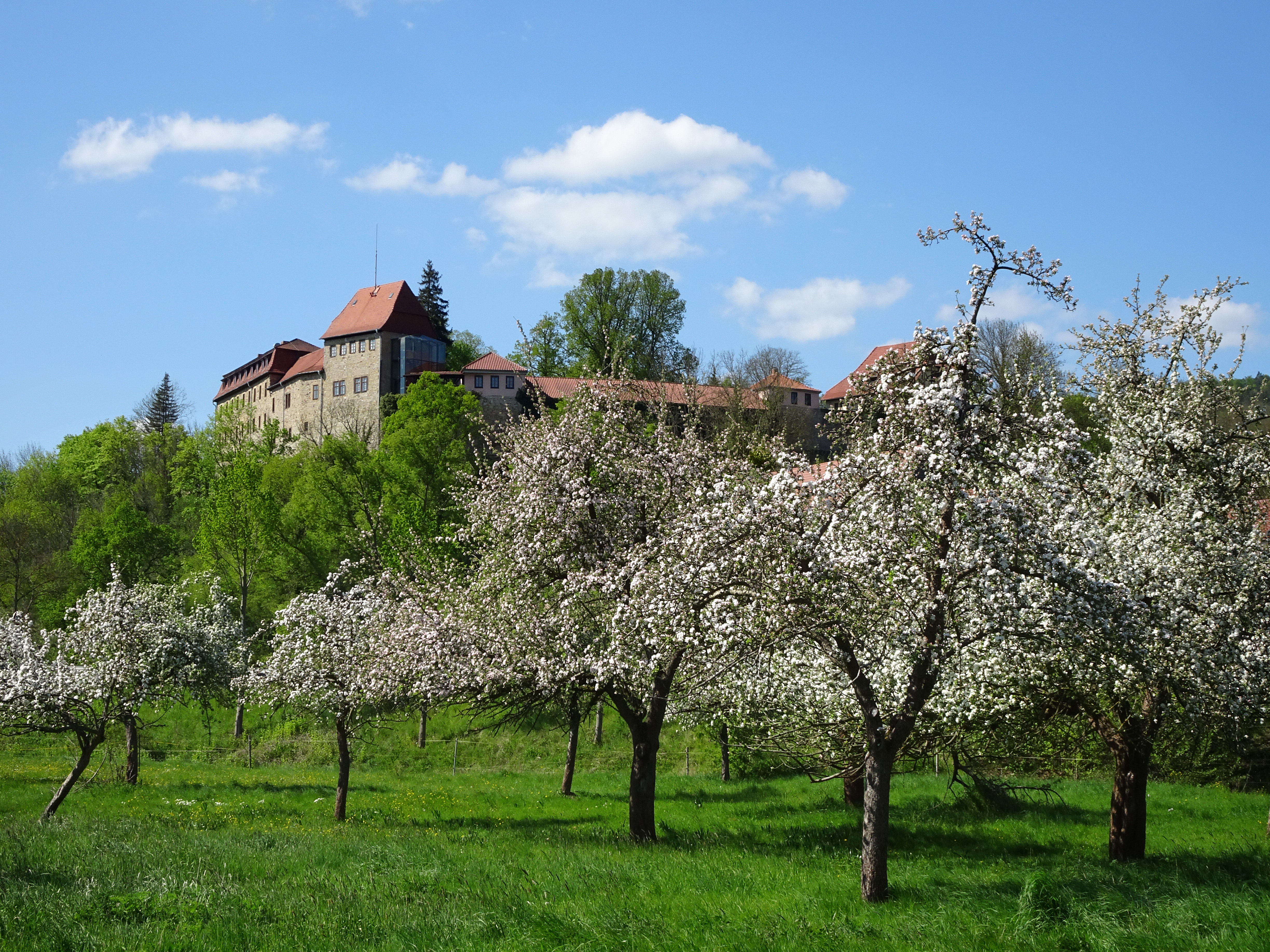
Aperçu du château

- Église Saint-Martin de Mihla

- Château de Creuzburg
- Chapelle Liborius et pont Werra
- Château rouge
- Château gris
- Église Saint-Nicolas de Creuzburg
- Aperçu du village en montant vers le château
- Aperçu du château

## Transports
Amt Creuzburg est situé au nord d'Eisenach sur la Bundesstraße 7 (Cassel- Eisenach) à quelques kilomètres au nord de la jonction 39 Eisenach-ouest de l'A4. La Bundesstraße 250 bifurque à l'ouest de la commune et mène au nord vers Treffurt et Wanfried. D'autres routes nationales et de district complètent le réseau routier, la route nationale 1016 est particulièrement importante, qui traverse Mihla et relie Eisenach à Mühlhausen.
La connexion au trafic ferroviaire se fait à la gare d'Eisenach ou à Eisenach-Hörschel sur la ligne ferroviaire Halle-Bebra. La ligne de chemin de fer désaffectée Schwebda-Wartha, qui traversait autrefois Creuzburg, Buchenau, Mihla et Ebenshausen et reliait les communes avec Eisenach au sud et Treffurt, Mühlhausen et Eschwege au nord, traverse la ville. Les bâtiments des gares de Mihla et Creuzburg sont conservés comme un trace de cette voie ferrée.
Principalement aménagée sur l'ancienne voie ferrée, la piste cyclable de la vallée de la Werra relie les quartiers de Creuzburg, Buchenau, Mihla et Ebenshausen dans la vallée de la Werra.

## Personnalités liées à la ville
- Hermann II de Thuringe (1222-1241), landgrave né et mort à Creuzburg.
- Karl Schomburg (1791-1841), homme politique mort à Mihla.
- August Anhalt (1899-1975), poète mort à Mihla.